# Gare de La Jarne - Saint-Rogatien
La gare de La Jarne - Saint-Rogatien est une gare ferroviaire française, fermée, de la ligne de Saint-Benoît à La Rochelle-Ville, située sur le territoire de la commune de Saint-Rogatien, à proximité de La Jarne, dans le département de la Charente-Maritime, en région Nouvelle-Aquitaine.
Un point d'arrêt est ouvert en 1904 par l'Administration des chemins de fer de l'État (État) qui le transforme ensuite en halte. Fermé il y a déjà de nombreuses années, son bâtiment a été également démolie il y a quelques années.

## Situation ferroviaire
Établie à 16 mètres d'altitude, la gare de La Jarne - Saint-Rogatien (PN78) est située au point kilométrique (PK) 133,564 de la ligne de Saint-Benoît à La Rochelle-Ville, entre les gares ouvertes de La Jarrie, et de La Rochelle-Ville, s'intercale la gare fermée d'Aytré.

## Histoire
L'« arrêt de la Jarne » est ouvert à l'exploitation le 1er juillet 1904 par l'Administration des chemins de fer de l'État (État), il est situé entre la station de la Jarrie et la halte d'Aytré. il est desservi quotidiennement, dans chaque sens, le matin par deux trains et par un le soir. S'ajoute un « train périodique »  pour les jours de foires.
Le 27 septembre 1909 paraît au journal officiel la proposition d'ouverture « au service des voyageurs avec bagages, l'arrêt de la Jarne-Saint-Rogatien qui ne fonctionne actuellement que pour le service des voyageurs sans bagages en provenance ou à destination des gares de la section de Niort à la Rochelle-ville et à Rochefort pour le transport des chiens accompagnés. ».

## Projet de réouverture
En 2011, des projets de réactivation d'anciens arrêts sur les lignes ferroviaires allant à La Rochelle pour de nouvelle liaisons cadencées sont sorties des cartons. Le maire de La Jarne, Guy Coursan, est intéressé car aller en voiture à La Rochelle est un problème. L'ancien bâtiment de la halte, sur le territoire de la commune voisine, « très abîmée, régulièrement squattée, elle a été détruite il y a quelques années. Mais cela n'empêche pas qu'une halte ferroviaire pourrait y être installée. ». Sur cette ligne cela débute par les remises en état d'Aigrefeuille - Le Thou et de La Jarrie et si cela fonctionne à plus longue échéance il faudra d'autres arrêts.